# Suguru Ōsako
Suguru Ōsako (en japonais, 大迫傑 Ōsako Suguru, né le 23 mai 1991 à Machida, Tokyo) est un athlète japonais, spécialiste des courses de fond.

## Biographie
Il a remporté le titre lors des Universiades de 2011 à Shenzhen et la médaille d'argent sur 10 000 m, derrière El Hassan el-Abbassi lors des Jeux asiatiques de 2014.
En 2018, il termine 3e du marathon de Chicago en 2 h 5 min 50 s, un nouveau record du Japon.
Il abaisse son record à 2 h 5 min 29 s à l'occasion du marathon de Tokyo de 2020.

### Palmarès
| Date | Compétition     | Lieu     | Résultat | Épreuve  | Performance     |
| ---- | --------------- | -------- | -------- | -------- | --------------- |
| 2011 | Universiades    | Shenzhen | 1er      | 10 000 m | 28 min 42 s 83  |
| 2014 | Jeux asiatiques | Incheon  | 2e       | 10 000 m | 28 min 11 s 94  |
| 2021 | Jeux olympiques | Tokyo    | 6e       | Marathon | 2 h 10 min 41 s |
| 2024 | Jeux olympiques | Paris    | 13e      | Marathon | 2 h 9 min 25 s  |

### Records
| Épreuve  | Performance    | Lieu           | Date            |
| -------- | -------------- | -------------- | --------------- |
| 5 000 m  | 13 min 8 s 40  | Heusden-Zolder | 18 juillet 2015 |
| 10 000 m | 27 min 36 s 93 | Osaka          | 4 décembre 2020 |
| Marathon | 2 h 5 min 29 s | Tokyo          | 1er mars 2020   |